# Духовно-лицарські ордени
Духовно-лицарські ордени — це організації лицарів, що створювалися під час хрестових походів. У Західній та Центральній Європі військово-чернечі організації лицарів, що створювалися у період хрестових походів в XII–XIII ст. під керівництвом католицької церкви головним чином для хрестових походів і війни з невірними: проти ісламу в Святій землі, в Іспанії, або в Туреччині, або проти язичників в Литві, в Естонії, або в Пруссії з метою поширення католицтва (після Реформації іноді і протестантства). Згодом ордени могли стати світськими.
До духовно-лицарських орденів відносяться ордени: Іоаннитів, Тамплієрів, Тевтонський орден, Орден Алькантара, Орден Калатрави та інших

## Членство
Як ченці, члени духовно-лицарських орденів давали обітницю стриманості, послуху, бідності (на практиці ці обітниці нерідко ігнорувалися); як лицарі-феодали вони носили зброю, брали участь у завойовницьких походах. Молодих прихильників називали неофітами. Неофіт повинен був пройти обов'язковий обряд посвячення.

## Структура ордену
Структура духовно-лицарських орденів була ієрархічною. Кожен орден очолював довічно обраний і затверджений Папою Великий магістр (гросмейстер). Йому підпорядковувалися начальники «провінцій» (місцевих підрозділів ордена) — пріори, а також маршали (відали фінансами ордена), командори (коменданти замків, фортець) та ін. Вони становили генеральний капітул, що періодично скликався і мав законодавчу владу.
У ордені лицарів-ченців була ієрархічна структура. Головними були брати-лицарі. Далі йшли брати-зброєносці і капелани. На чолі таких орденів стояли Великі магістри, яких обирали на довічний термін. Влада у магістрів була воістину велика. При магістрах перебувала рада з інших вищих посадових осіб, які існували в орденах. Практикувалися періодичні збори генеральних капітулів братів-лицарів. Ордени могли бути розділені по територіях, на яких знаходилися монастирі. Підпорядковувалися ордени лише Папі Римському.

## Історія
Завдяки пожертвам, захопленням, лихварським і торговельним угодам духовно-лицарські ордени домоглися великих багатств, стали великими землевласниками, жорстоко експлуатували залежне селянство, і придбали значну економічну і політичну силу. Зі зміцненням в європейських державах централізованої влади духовно-лицарські ордени поступово втратили значення, хоча деякі з них (наприклад, Тевтонський) продовжують існувати.

## Список орденів
| Емблема | Назва                                        | Рік заснування | Рік розпуску | Примітки                                                                                          |
| ------- | -------------------------------------------- | -------------- | ------------ | ------------------------------------------------------------------------------------------------- |
|         | Орден госпітальєрів                          | 1099           | Існує        | Є найдавнішим лицарським орденом                                                                  |
|         | Орден Тамплієрів                             | 1119           | 1312         |                                                                                                   |
|         | Орден Святого Лазаря                         | 1142           | Існує        |                                                                                                   |
|         | Орден Калатрави                              | 1158           | 1838         |                                                                                                   |
|         | Орден Сантьяго                               | 1170           | Існує        |                                                                                                   |
|         | Орден Монжуа                                 | 1173           | 1221         | Був приєднаний до Ордену Калатрави.                                                               |
|         | Авіський орден                               | 1176           | 1910         | У 1917 р. відновлений як суто цивільний орден.                                                    |
|         | Тевтонський орден                            | 1193           | Існує        | Був розпущений в 1809 під час Наполеонівських війн. Відновлений 1834, як чернечий                 |
|         | Орден Сан-Хорхе де Альфама                   | 1201           | 1400         | У 1400 р. увійшов до складу Ордени Монтес.                                                        |
|         | Орден мечоносців ( з 1237 Лівонський орден ) | 1202           | 1237         | У 1237 р. увійшов до складу Тевтонського ордену як Лівонське ландмайстерство тевтонського ордену. |
|         | Добринський орден                            | 1216           | 1235-1240    |                                                                                                   |
|         | Орден Монтес                                 | 1317           | 1835         |                                                                                                   |
|         | Орден Христа                                 | 1323           | 1789         | Правонаступник тамплієрів на території Португалії. У 1917 р. відновлений як суто цивільний орден. |
|         | Орден Святого Гробу Господнього              | 1099           | Існує        |                                                                                                   |
|         | Орден Дракону                                | 1408           | ~ 1437       |                                                                                                   |
|         | Орден Святої Марії Вифлеємської              | 1459           | Існує        | З 1479 припиняє функціонувати як цілісна військова організація.                                   |
|         | Орден святого Георгія                        | 1464           |              |                                                                                                   |
|         | Орден Святого Стефана                        | 1561           |              |                                                                                                   |
|         | Орден Святого Духа (організація)             | 1578           | 1830         |                                                                                                   |